# Mama Illegal
Pour plus de détails, voir Fiche technique et Distribution.
Mama Illegal est un film documentaire autrichien réalisé par Ed Moschitz, sorti en 2011 et traitant de l'immigration illégale de femmes moldaves en Europe occidentale.

## Contexte du film
La vie est particulièrement difficile dans les campagnes de Moldavie, le pays le plus pauvre d'Europe bien qu'il soit le grenier à blé de la sphère d'influence russe. Les habitants vivent dans la pauvreté et noient leur désespoir dans l'alcool. De nombreux Moldaves, surtout des femmes, émigrent illégalement vers l'Europe de l'Ouest afin d'aider leur famille restée au pays. Ces femmes sont prêtes à l'aliénation économique, voire sexuelle pour survire et leurs enfants forment une génération d'« orphelins économiques ». À l'époque où le film a été tourné, le revenu moyen des habitants était de 100 euros par mois, 80 % de la population rurale était au chômage et un tiers de la population active avait émigré.

## Synopsis
À l'instar de nombre d'autres, trois femmes moldaves quittent tout, même leurs enfants, et ce au péril de leur vie, pour tenter de rejoindre l'Europe de l’Ouest afin d'y trouver ce travail qui fait défaut dans leur patrie déchirée politiquement et sinistrée économiquement. Après avoir donné tout leur argent à des passeurs, elles se retrouvent employées comme femmes de ménage, qui en Autriche, qui en Italie. Espérant une régularisation de leurs statut et subsistant dans l'illégalité, elles sont perpétuellement angoissées et vivent dans la crainte d'une arrestation et de leur expulsion vers la Moldavie et leur retour dans leur petit village natal.

## Fiche technique
- Titre original allemand : Mama Illegal
- Réalisateur : Ed Moschitz,
- Scénariste : Ed Moschitz
- Photo : Sandra Merseburger
- Montage : Alexandra Löwy
- Musique : Zdob și Zdub
- Pays : Autriche
- Année de production : 2011
- Genre : Documentaire
- Durée : 95 minutes
- Producteur : Arash T. Riahi
- Production : Golden Girls Filmproduktion
- Dates de sortie :
  -  Pays-Bas : novembre 2011
  -  République tchèque : mars 2012

## Récompenses et distinctions
- 2012 : Festival One World à Bruxelles : premier prix
- 2012 : Heimatfilmfestival (de) : prix du meilleur documentaire de la ville de Freistadt
- 2013 : Zagrebdox, International documentary film festival à Zagreb : mention spéciale

## Sélections
- 2011 : Festival international du film documentaire d'Amsterdam
- 2012 : Hot Docs Canadian International Documentary Festival
- 2012 : Festival du film de Sarajevo
- 2012 : Tallinn Black Nights Film Festival à Tallinn
- 2012 : EBS International Documentary Festival (en) (Corée du Sud)
- 2012 : One World International Human Rights Documentary Film Festival à Bruxelles, Bishkek et Vilnius
- 2012 : City International Documentary Film Festival à Mexico
- 2012 : Watch Docs Film Festival (pl) (Pologne)
- 2013 : ZagrebDox, Festival international du film documentaire à Zagreb

## Bande sonore
La bande sonore du film, qui illustre parfaitement les causes et les effets de la migration économique, est du groupe Zdob și Zdubet comporte de la musique populaire moldave. Le groupe originaire de la capitale Chișinău et fondé en 1994, a été le premier représentant de la Moldavie au concours Eurovision de la chanson en 2005.